# Jean-Pierre Guignon
Jean-Pierre Guignon (eigentlich Giovanni Pietro Ghignone; * 10. Februar 1702 in Turin; † 30. Januar 1774 in Versailles) war ein Violinist und Komponist italienischer Herkunft.

## Leben

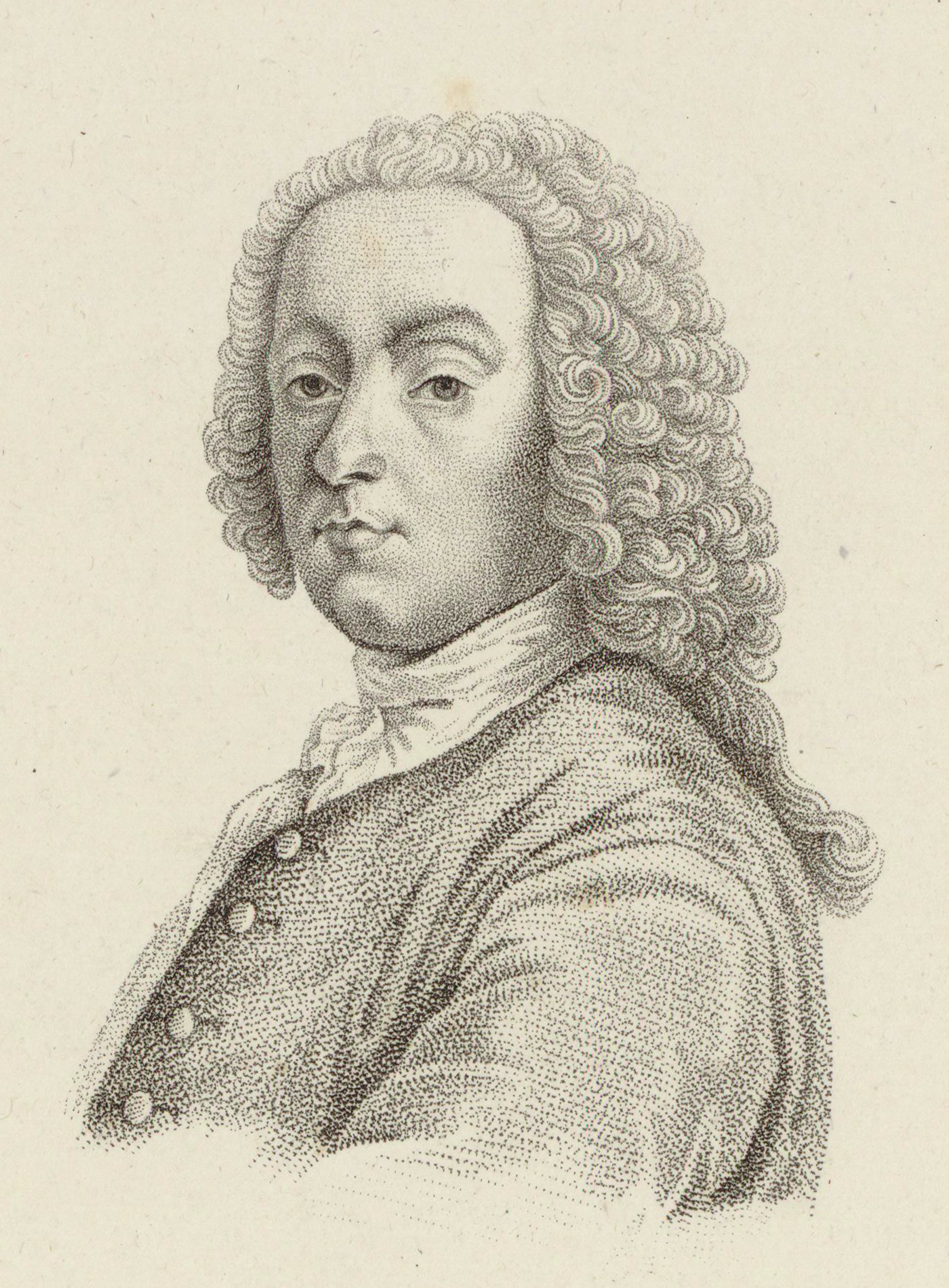
Jean-Pierre Guignon

Jean-Pierre Guignon war der Sohn eines Turiner Händlers und unter anderem Schüler von Giovanni Battista Somis. Einer Quelle zufolge war Guignon Cellist, bevor er zum Violinvirtuosen wurde. Im Mai 1725 trat er beim neu gegründeten Concert Spirituel im Wettbewerb gegen Jean-Baptiste Anet auf. In den nächsten 25 Jahren trat er des Öfteren dort auf, wo seine Aufführungen von Konzerten Antonio Vivaldis und anderen stets begeistert aufgenommen wurden. Im Oktober 1727 spielte er zusammen mit Jean-Baptiste-Antoine Forqueray in Rennes und möglicherweise auch in Nantes, wo er großen Erfolg hatte. 1730 wurde er Musikant an der Privatkapelle des Prinzen von Savoyen-Carignan und behielt diese Stellung noch mindestens zwei Jahrzehnte. Im selben Jahr errang er den Beifall der Königin, vor der er zusammen mit anderen Musikern eigene Werke spielte. Dies führte dazu, dass er Ende 1733 in das Hoforchester des Königs eintrat und dort bis zu seiner Pensionierung 1762 blieb. Außerdem begann er, seine eigenen Kompositionen zu veröffentlichen. 1736 besuchte Guignon Lyon und spielte dort für den Herzog von Villeroy (1695–1766), dem er seinen Op. 2 widmete. 1737–38 war er in Paris und nahm an der Aufführung von Georg Philipp Telemanns „Nouveaux Quatuors“ teil. Kurz darauf reiste er, wahrscheinlich für eine Tournee, zusammen mit Louis-Gabriel Guillemain nach Italien. 1739 errang er mit der Aufführung seiner Werke weitere Erfolge.
1741 erhielt Guignon die französische Staatsbürgerschaft, und der König setzte ihn für die lange unbesetzt gebliebene Stelle des Royal Maître des Ménétriers ein. Gignon hatte somit die Oberaufsicht über die Zusammenschlüsse von Sängern und Tänzern des Königreichs und wurde offiziell zum 1er violon de l’époque. Da sein Posten jedoch wenig Einfluss auf das moderne Konzertwesen hatte, versuchte er in mehreren Gerichtsverfahren die Vorrechte seines Amtes durchzusetzen. Angesichts dieser Schwierigkeiten gab er ihn 1750 freiwillig auf, ohne dass sein Ansehen litt.
Im Sommer 1744 ging Guignon zusammen mit Jean-Joseph Cassanéa de Mondonville auf eine Konzertreise durch die französische Provinz und trat unter anderem in Dünkirchen und Lyon auf. Die Konzerte der beiden Musiker wurden bei der Öffentlichkeit und aufgeschlossenen Musikern gut aufgenommen, aber von konservativen Musikkritikern,  wie dem Schriftsteller Louis Bollioud de Mermet (1709–1794) missbilligt. Im August nahm Guignon an der Aufführung einer Messe teil und trug mit einem selbstkomponierten Te Deum und einer Symphonie bei. 1745 trat er wieder im Concert Spirituel auf.
Im folgenden Sommer kehrten die beiden nach Lyon zurück und wiederholten ihre Erfolge. Nach 1750 spielte Guignon nicht mehr in der Öffentlichkeit, sondern nur noch beim Hof und in Musiksalons. Er unterrichtete mehrere Schüler aus Adelsfamilien im Violinspiel und bekam dafür lebenslange Renten, die es ihm erlaubten, sein ganzes Leben lang in angenehmen Verhältnissen zu leben. Vielversprechenden jungen Violinisten gab er kostenlosen Unterricht. Guignon starb 1774 an einem Schlaganfall.
Guignon gehörte zu den brillanten Violinvirtuosen seiner Zeit; besonders die Leichtigkeit und Sicherheit seines Spiels wurde gerühmt. Seine Kompositionen beeinflussten die französische Kammermusik der Epoche wesentlich.

## Werke (Auswahl)
- Op. 1: 12 Sonate a Violino solo e Basso
- Op. 2: 6 Sonates a deux Violoncelles, Basses de Viole, ou Bassons
- Op. 3: 6 Sonates a deux Violons, Flute allemande et Violon, et tout Sortes d'Instrumens egaux
- Op. 4: 6 Sonates en trio für 2 Violinen  und B. c.
- Op. 5: 6 Sonates en trio für 2 Violinen und B. c.
- Op. 6: 6 Sonates a Violon seul et Basse (nach 1742)
- Op. 7: 6 Duos à deux Violons (um 1744)
- Op. 8: Pièces de différens Auteurs a 2 violons, amplifiées et doublées (um 1746)
- Op. 9: Nouvelles Variations de divers Airs et les Folies d’Espagne (um 1747)
- Op. 10: 6 Trios pour 3 Flûtes, Violons, Hautbois ou autres Instruments
- 3 Konzerte für Violine und Orchester
- Variations sur l’Air des Sauvages; nach dem gleichnamigen Ballett aus der Oper „Les Indes galantes“ von Jean-Philippe Rameau
- Messe en symphonie